# بلاس کابررا فیلیپه
بلاس کابررا فیلیپه (انگلیسی: Blas Cabrera Felipe؛ زاده ۲۰ مهٔ ۱۸۷۸ درگذشته ۱ اوت ۱۹۴۵) یک فیزیک‌دان بود.